# Historia Nowej Szkocji
Historia Nowej Szkocji – kolonizację Nowej Szkocji rozpoczęli w 1604 Francuzi, a w 1621 włączyli się w nią także Brytyjczycy. Spór o prawa do terenów rozstrzygnęły traktat w St-Germain-en-Laye w 1632 i traktat w Bredzie w 1667, przyznając prawa do tych terenów Francji. W ten sposób powstała kolonia zwana Akadią. Akadia, przemianowana na Nową Szkocję, powróciła w większej części w ręce brytyjskie na mocy pokoju w Akwizgranie. Pozostałe części Akadii stały się częścią Nowej Szkocji po wojnie siedmioletniej zakończonej pokojem paryskim. Z czasem z Nowej Szkocji wydzielono dwie inne kolonie Nowy Brunszwik i Wyspę Księcia Edwarda. W 1848 Nowej Szkocji nadano status samorządnego dominium. W połowie XIX w. z 350 tysiącami mieszkańców Nowa Szkocja była jednym z najsilniejszych społecznie i gospodarczo dominiów północnoamerykańskich. W 1867 Nowa Szkocja, nie bez wewnętrznych tarć, przystąpiła do Konfederacji Kanady.

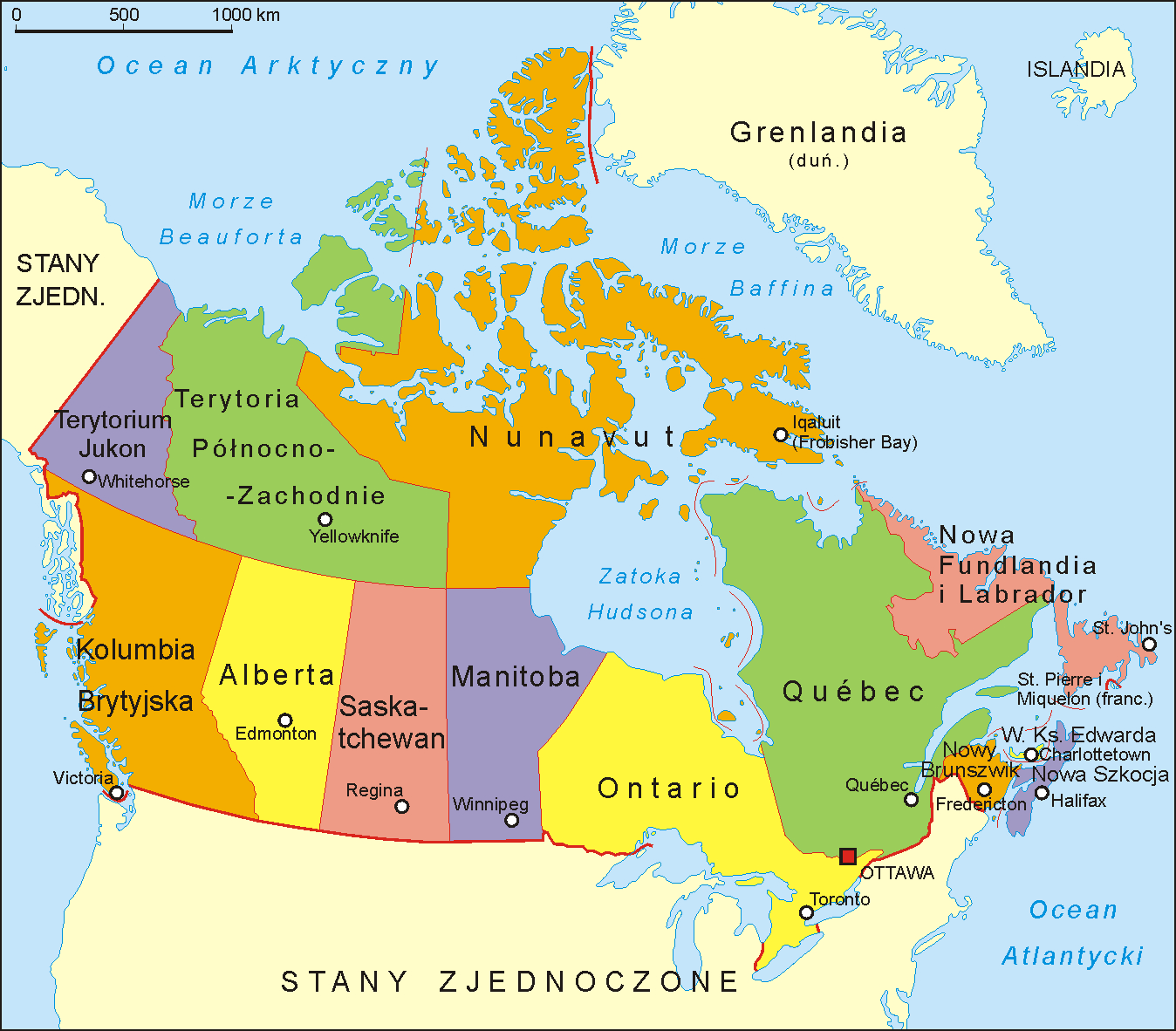

## Początki kolonizacji –Akadia

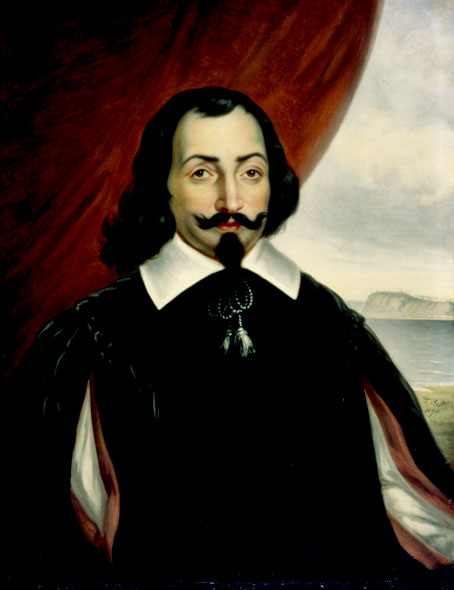
Samuel de Champlain

Kolonizację Nowej Szkocji rozpoczęli Francuzi w 1604 r. Tego roku Pierre du Gua, Samuel de Champlain i baron de Poutrincourt założyli pierwszą francuską kolonię w Ameryce Północnej w Port Royal, dzisiejszy Annopolis. Kolonia przetrwała zaledwie trzy lata. W 1610 ponowiono próbę, tym razem zakończoną sukcesem. Port Royal był drugim najstarszym europejskim osiedlem w Północnej Ameryce (pomijając osady wikingów), ustępując jedynie hiszpańskiej kolonii St. Augustine na Florydzie. Osiedle to dało początek Akadii – kolonii francuskiej. Drugą potęgą kolonialną, która składała roszczenia do tej części świata, byli Brytyjczycy. W 1621 król angielski Jakub VI, nie zważając na francuskie roszczenia, przyznał prawa do Nowej Szkocji Williamowi Alexandrowi, który z pomocą brytyjskich kolonistów z Nowej Anglii zdołał opanować Port Royale i utworzył nową prywatną kolonię – Nową Szkocję. Rejon pozostał w rękach brytyjskich do roku 1632, kiedy to, na bazie postanowień traktatu St-Germain-en-Laye, kolonia została zwrócona Francji. Traktat w Bredzie w 1667 potwierdził francuskie prawa do tego regionu. Akadia, objęta opieką króla Francji, zaczęła się powoli rozwijać, a francuskie osadnictwo rozprzestrzeniać na większy obszar półwyspu. Do roku 1713 francuska populacja Akadii osiągnęła kilkanaście tysięcy dusz.

## Nowa Szkocja
W wyniku tzw. wojny królowej Anny, która była kolonialnym echem europejskiego konfliktu znanego jako wojna o sukcesję hiszpańską, Akadia – z wyjątkiem północnego cypla Nowej Szkocji Cape Breton i Isle St. Jean (Wyspa Księcia Edwarda), zgodnie z pokojem utrechckim, w 1714 – przeszła w ręce brytyjskie. Nazwa Akadia przestała obowiązywać. Uzyskany teren zwany był od tego momentu Nowa Szkocja.
Objęcie kontrolą terytorium Nowej Szkocji przez Brytyjczyków było dla nich czymś zupełnie naturalnym. W pamięci mieli jeszcze nadanie Jakuba VI. Co prawda Nowa Szkocja nie wracała do statusu kolonii prywatnej, lecz zostawała kolonią królewską. Nowa Szkocja była naturalnym przedłużeniem Nowej Anglii. Wysunięta dalej na północ i wschód, ułatwiała komunikację z Anglią, znacznie skracając drogi komunikacyjne. Jej posiadanie pozwalało skuteczniej kontrolować bogate w zasoby akweny subarktyczne. Nowa Szkocja zaczęła też przyciągać emigrantów, głównie Szkotów i Irlandczyków.

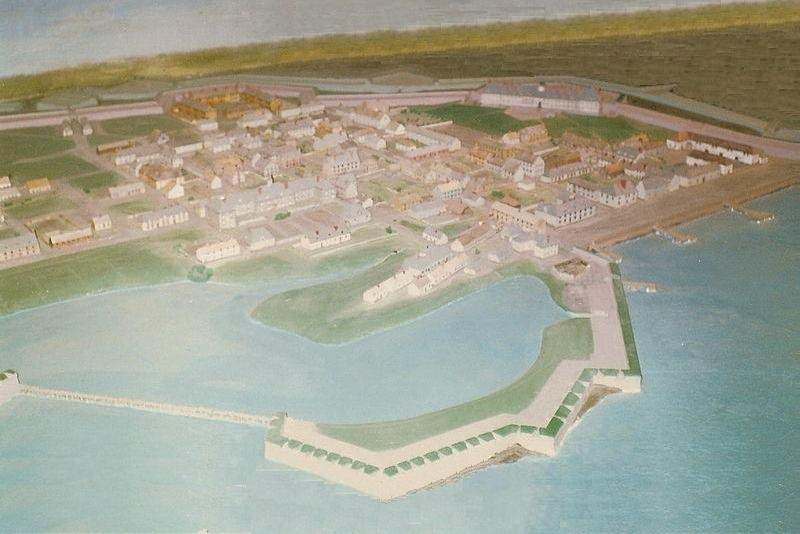
Twierdzę Louisbourg – makieta

Spośród terenów we władzy Francji nie skolonizowana pozostała Isle St. Jean. Cape Breton jednak, dzięki swemu strategicznemu położeniu, stał się ważnym punktem oporu dla Francuzów. Wraz z tym terenem Francuzi utrzymali w swych rękach ważny (jedyny w rejonie) port w Louisbourgu (dziś Lewisburg). Władze francuskie zdecydowały zbudować tam potężna twierdzę. Twierdzę Louisbourg zbudowano w rekordowym tempie w latach 1717–1720. Jej budowa otoczona szeregiem korupcyjnych afer pomogła stworzyć niejedną fortunę kolonialnym urzędnikom. Sama twierdza i umocnienia portu były imponujące. Niczego takiego wcześniej w Ameryce Północnej nie widziano. Z budową wiązały się olbrzymie koszty i to nie tylko ze względu na korupcję. Większość materiałów i środków musiano przetransportować z Europy. Ostatecznie twierdza, choć teoretycznie potężna i nie do zdobycia, była miernie skonstruowana i nie zdołała dać Francuzom należytej ochrony.
Samo jej istnienie było solą w oku brytyjskich kolonistów. Nic zatem dziwnego, że próbowano ją zdobyć. Okazję ku temu dała kolejna wojna kolonialna tzw. wojna króla Jerzego. Jej epizod, który rozegrał się pod Louisbourgiem, nazwano wojną amatorską, gdyż po stronie brytyjskiej wzięła udział wyłącznie ochotnicza milicja z Nowej Anglii, bez wsparcia regularnych sił brytyjskich. Mimo to oblężenie skończyło się brytyjskim zwycięstwem, w wyniku którego twierdza na krótko przeszła w ręce brytyjskie. Już jednak w 1748, na mocy pokoju w Akwizgranie, Louisbourg powrócił w ręce francuskie. Niepowodzenie to zmusiło Brytyjczyków do budowy innego portu morskiego w Halifaksie, wokół którego powstało największe miasto i przyszła stolica Nowej Szkocji.
Francuskie pozostałości Akadii przeszły w ręce brytyjskie w 1763 wraz z likwidacją całego francuskiego imperium kolonialnego. Pokój paryski wszystkie północnoamerykańskie kolonie francuskie przyznał Wielkiej Brytanii. Cape Breton i Wyspa Księcia Edwarda zostały włączone do Nowej Szkocji.

### Wysiedlenie Akadyjczyków

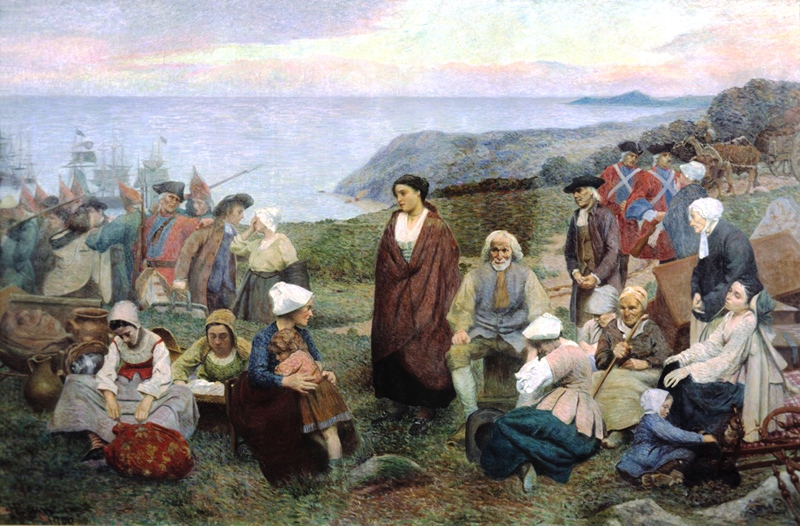

Społeczeństwo akadyjskie pozostawione w spokoju powoli rozwijało się. Do roku 1755 akadyjska populacja osiągnęła stan pomiędzy 14 a 18 tysięcy osób wliczając w to Francuzów zamieszkujących Cape Breton. W tym samym czasie, w związku napięciem międzynarodowym, brytyjskie władze zaczęły wątpić w lojalność swych akadyjskich poddanych. W 1755 podjęto decyzje o ich deportacji. W latach 1755–1760 wysiedlono ok. 6050 osób. Wysiedlenia nie odbyły się bez nadużyć i okrucieństw. Deportowani tracili swój trwały majątek, byli bici i poniżani. Transportowani w nieludzkich warunkach ginęli w drodze. Celem wysiedlenia i rozproszenia Akadyjczyków były inne kolonie brytyjskie w Ameryce Północnej. Najwięcej, bo aż 1500 Akadyjczyków, przyjęła Virginia (wszystkich ich w 1756 wysłano do Francji), Maryland i Karolina Południowa po ok. 900, inne kolonie po kilkuset. Około 1000 Akadyjczyków kryjąc się w lasach zdołało uniknąć deportacji i przetrwać najgorsze lata. Cześć zbiegła do Nowej Francji. Brytyjczycy napotkali także lokalne próby oporu zbrojnego, które jednak zostały spacyfikowane.
Druga fala deportacji Akadyjczyków nastąpiła w 1758 po upadku Louisbourga i była kontynuowana po opanowaniu Wyspy Księcia Edwarda. Na Cape Breton zamieszkiwało co najmniej 5 tysięcy Akadyjczyków i Francuzów oraz dodatkowe półtora tysiąca na Wyspie. Większość z nich została wysiedlona do Francji, mniejsze grupy do Anglii i amerykańskich kolonii. Ponownie wielu ukryło się lub zdołało przedostać do Nowej Francji. Akadyjczycy, którzy zdołali przetrwać w Nowej Szkocji, stworzyli kilkanaście enklaw, które zachowały swoją specyficzną kulturę do dziś. Wysiedleńcy bądź wtopili się w miejscowe społeczności, tworząc lokalne subkultury, bądź reemigrowali do Nowej Szkocji. Ocenia się, że w czasie deportacji życie straciło do sześciu tysięcy ludzi. (więcej szczegółów w artykule: deportacje Akadyjczyków)

### Kolonia i Dominium Nowej Szkocji

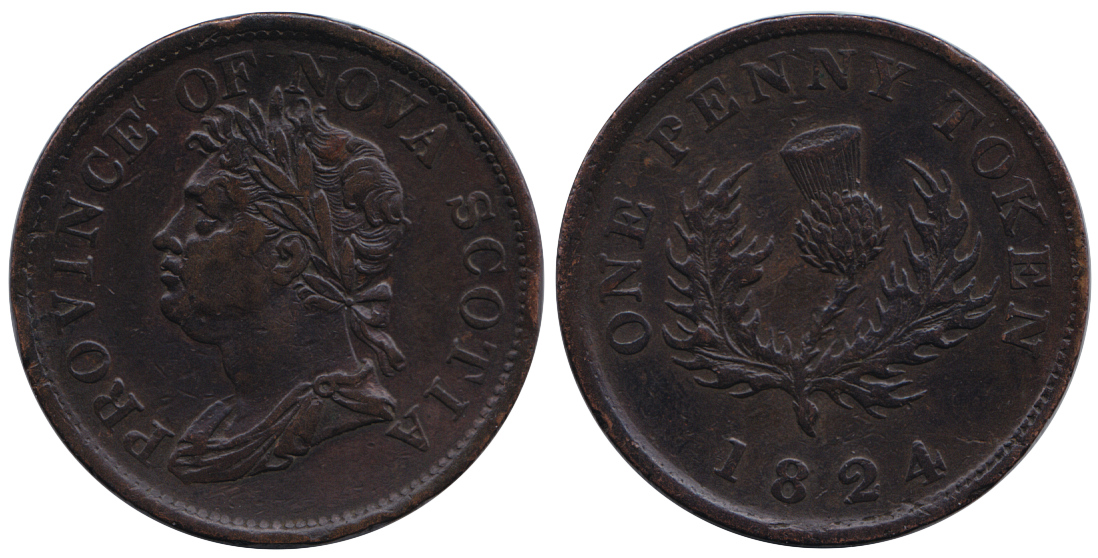
Żeton 1 pens wybity dla Nowej Szkocji w 1824 roku. Przy braku monet w obiegu zastąpił gotówkę.

Początkowo Nowa Szkocja była peryferyjną kolonią brytyjską. Jednakże wraz z wyczerpywaniem się przestrzeni w Nowej Anglii (parcie na zachód nie rozpoczęło się jeszcze) Nowa Szkocja zaczęła przyciągać coraz więcej kolonistów. Znaczenie Kolonii wzrosło wraz z utratą trzynastu kolonii w momencie powstania Stanów Zjednoczonych. Od tego momentu Nowa Szkocja oraz dwie sąsiednie kolonie stały się najważniejszymi elementami brytyjskiego imperium kolonialnego w Ameryce Północnej. Trzy kolonie atlantyckie stały się schronieniem większości tzw. lojalistów, czyli tych brytyjskich Amerykanów, którzy pragnęli pozostać poddanymi króla Anglii. Około 30 tysięcy lojalistów wyemigrowało do Nowej Szkocji i Nowego Brunszwiku oraz kilka tysięcy do Kanady. Ludzie ci stworzyli podstawy społeczeństw prowincji atlantyckich. Wielu potomków lojalistów weszło do elit politycznych i kulturalnych swych społeczeństw. W końcu XVIII w. Nowa Szkocja została podzielona na trzy mniejsze jednostki administracyjne. W 1764 utworzono kolonię na Wyspie Księcia Edwarda, którą w 1851 r. przekształcono w Dominium Wyspy Księcia Edwarda, a w 1784 wydzielono z zachodnich terenów Nowej Szkocji nową kolonię – Nowy Brunszwik, którą w 1854 r. przekształcono w Dominium Nowego Brunszwiku. Od tego momentu Nowa Szkocja zaczęła zajmować to samo terytorium, co dzisiaj prowincja Nowa Szkocja.
Należy w tym miejscy zwrócić uwagę, iż błędnym jest nazywanie kolonii atlantyckich, w Nowej Szkocji Kanadą, lub częścią Kanady. Do roku 1867 nie miały one z Kanadą, poza sąsiedztwem, nic wspólnego. Nazwa Kanada używana była tylko w stosunku do tych ziem, które zanim opanowali je Brytyjczycy tworzyły Nową Francję i obejmowały południowe części dzisiejszych prowincji Ontario i Quebec. Bliżej kolonia była związana ze stanami tworzącymi Nową Anglię, głównie poprzez więzi gospodarcze, oraz z Anglią i Szkocją politycznie, kulturowo i gospodarczo. W 1848 Nowej Szkocji nadano status samorządnego dominium z przedstawicielskim rządem. Szybko wykształcił się tam system partyjny, oparty na brytyjskim dwupartyjnym wzorcu. Scenę polityczną zdominowała Konserwatywna Partia Nowej Szkocji i Liberalna Partia Nowej Szkocji. Do najbardziej prominentnych postaci w polityce dominium należeli Charles Tupper, Adams George Archibald, Joseph Howe, Jonathan McCully, William Annand, William Young, James W. Johnston, James B. Uniacke, Robert B. Dickey, William Alexander Henry i John William Ritchie.
W początku lat sześćdziesiątych XIX w. Nowa Szkocja była bardzo prężnym społecznie i gospodarczo dominium. Ludności przekraczała 350 tysięcy mieszkańców. Głównie byli to przybysze z Anglii, Szkocji, Irlandii i Niemiec oraz mniejsze grupy Indian Mikmakowie (Mi’kmaq, Micmac) oraz potomków Akadyjczyków. Istniało wiele dużych miast, z których największymi były Halifax, Yarmouth i Truro. Funkcjonował nowoczesny system szkolny i uniwersytecki oferujący wysokiej jakości wykształcenie. Gospodarka oparta na rybołówstwie, rolnictwie, przemyśle drzewnym oraz stoczniowym znakomicie się rozwijała. Rozpoczęto rozwój infrastruktury, w szczególności kolejnictwa.

## W kierunku Konfederacji
W II poł. XIX w. sytuacja polityczna dominiów brytyjskich zaczęła się komplikować. Wzrost napięcia w stosunkach międzynarodowych, w szczególności na Osi Wielka Brytania – USA, groził wybuchem nowego konfliktu zbrojnego. Naturalnym teatrem działań wojennych stałaby się Kanada oraz dominia atlantyckie. Innym ważnym czynnikiem kształtującym atmosferę polityczną był rozwój imperializmu amerykańskiego oraz dążeń aneksyjnych w USA. Poważne siły polityczne w tym kraju rozważały możliwość aneksji wszystkich dominiów brytyjskich i utworzenie z nich kolejnych stanów. Aczkolwiek plany te znajdowały pewne poparcie w dominiach, większość poddanych brytyjskich odnosiła się do nich nieprzychylnie lub wręcz wrogo.
Politycy w Nowej Szkocji, oraz ich partnerzy w dwóch sąsiednich dominiach wyjście z sytuacji, lub przynajmniej jej załagodzenie, widzieli w dwóch pociągnięciach. Po pierwsze planowali zmniejszyć prawdopodobieństwo wojny oraz udział w niej swego regionu poprzez rozluźnienie więzów z Wielką Brytanią, tak by w czasie ewentualnego konfliktu zachować neutralność. Po drugie poprzez unie trzech dominiów, stworzyć na tyle silny organizm polityczny, by moc się przeciwstawić aneksyjnym ciągotom amerykańskim. W dążeniu do unii odgrywały rolę także czynniki gospodarcze, a głównie projekt budowy Kolei Interkolonialnej. Trzy dominia planowały zwołanie konferencji w celu przedyskutowania ewentualnej unii. W lecie 1864 w okresie przygotowań do konferencji unijnej, do Nowej Szkocji przybyła delegacja Kanady, której liderem był Thomas D’Arcy McGee. Delegaci Kanady pozostali w Halifaksie przez szereg dni wypełnionych piknikami, bankietami, krajoznawczymi wycieczkami i nieformalnymi rozmowami politycznymi. W czasie tego spotkania Kanadyjczycy przestawili koncepcję szerokiej unii wszystkich dominiów brytyjskich Ameryki Północnej. Propozycja spotkała się z ciepłym przyjęciem. Nawet Joseph Howe, późniejszy gorący przeciwnik konfederacji, zdawał się być do niej przychylnie nastawiony.
Konferencja, na której przedyskutowano obie propozycje i wstępnie zaakceptowano koncepcję rozszerzonej unii, przeszła do historii jako pierwsza Konferencja w Charlottetown, która odbyła się pomiędzy 1 a 10 września 1864. Obrady zjednoczeniowe kontynuowano w mieście Quebec w październiku 1864 (zobacz konferencja w Quebecu). Podczas gdy pierwsza konferencja przypominała w swej atmosferze zjazd dżentelmenów, druga konferencja, na której dyskutowano detale, była bardziej dramatyczna. W szczególności twardo negocjowano sprawy wielkości reprezentacji w przyszłym senacie, sprawy finansowe i kontrolę nad własnymi zasobami. Ostatecznie zawarty kompromis nie zadowalał nikogo. Niezadowolenie to szczególnie wyraźne było w Nowej Szkocji. Pomijając drobniejsze zagadnienia, największy sprzeciw budziła koncepcja zgromadzenia wszystkich ziem pozostających pod Brytyjską kontrolą w północnej części subkontynentu, włączając w to Ziemię Ruperta, Terytoria Północno-Zachodnie i Kolumbię Brytyjską. W Nowej Szkocji obawiano się, że koszty budowy państwa „od morza do morza” obciążą Kanadę Atlantycką, podczas gdy ewentualne korzyści, w które i tak nie wierzono, przypadną Kanadzie zachodniej. Posiadający większość w zgromadzeniu legislacyjnym konfederaci zdołali w ostatniej chwili, przed terminowym rozwiązaniem parlamentu 18 kwietnia 1865 ratyfikować rezolucję quebecką mimo silnej parlamentarnej i pozaparlamentarnej opozycji. Ten konstytucyjny „zamach stanu” rozwścieczył opozycję i dokonał ostrych podziałów w społeczeństwie.
W momencie, gdy przedstawiciele przyszłej konfederacji udali się do Londynu na rokowania z rządem brytyjskim (zobacz Konferencja Londyńska w sprawie Kanady), w Nowej Szkocji istniała już bardzo silna opozycja przeciwko konfederacji. Antykonfederaci zgrupowali się wokół liberalnych polityków Josepha Howe i Williama Annanda tworząc tzw. Antykonfederacyjną Partię Nowej Szkocji, która zgrupowała większość liberałów, podczas gdy ogół konserwatystów stanął na pozycjach prokonfederacyjnych. Jako że na Konferencję Londyńską udali się delegaci konserwatywni, antykonfederaci podjęli prywatnie działania aby wpłynąć na przebieg tej konferencji. Udał się tam sam Joseph Howe nieskutecznie lobbując przeciwko konfederacji.

## Nowa Szkocja w Kanadzie
1 lipca 1867 Nowa Szkocja, jako jedna z czterech prowincji Kanady stała się częścią Konfederacji. Fakt konfederacji przyjęto w minorowych nastrojach. Panujące wtedy nastroje najlepiej opisuje zdarzenie, kiedy to w Yarmouth wiele budynków, zamiast flagami, udekorowano czarną krepą, na znak żałoby. Jak się jednak wkrótce okazało, zdanie antykonfederatów podzielało większość wyborców. W pierwszych wyborach do Zgromadzenia Legislacyjnego Nowej Szkocji antykonfederaci zdobyli 36 z 38 mandatów. Zdobyli także wszystkie przynależne prowincji mandaty do Parlamentu Kanady, tworząc w nim silną 18-osobową grupę antykonfederacyjną. Wbrew obawom, deputowani z nowej Szkocji nie zastosowali obstrukcji parlamentarnej, i choć pozostali na uboczu, przyjęli postawę konstruktywną.
Pierwszym poważnym wyłomem w ruchu antykonfederacyjnym było przystąpienie Josepha Howe do rządu federalnego. Stwierdził, iż w ten sposób lepiej się przyczyni dla ochrony interesów swej prowincji. Osamotniony Annand kontynuował walkę, lecz jego ruch uległ dezintegracji do roku 1869. Nowoszkocki ruch antykonfederacyjny powrócił na krótko do życia w 1886. Odrodził go liberał William Fielding, zdobywając 26 z 38 mandatów do prowincjonalnego zgromadzenia legislacyjnego. Efemeryczny żywot tej opcji politycznej przerwało w 1887 zwycięstwo wyborcze konserwatystów.